# Vinícius Souza
Vinícius de Souza Costa dit Vinícius Souza, né le 17 juin 1999 à Rio de Janeiro au Brésil, est un footballeur brésilien qui joue au poste de milieu défensif au VfL Wolfsburg .

## Biographie

### CR Flamengo
Né à Rio de Janeiro au Brésil, Vinícius Souza est formé au CR Flamengo, qu'il rejoint en 2014.
Il joue son premier match en professionnel de première division brésilienne face à l'Atlético Mineiro le 11 octobre 2019. Il entre en jeu et son équipe s'impose par trois buts à un.

### Lommel SK
Le 25 août 2020, Vinícius Souza s'engage avec le Lommel SK, club belge évoluant en deuxième division belge et faisant partie du City Football Group.
Le 26 juin 2021, le milieu de terrain brésilien est prêté pour une saison au KV Malines. Il découvre alors la première division belge, jouant son premier match le 25 juillet 2021, lors de la première journée de la saison 2021-2022 contre le Royal Antwerp FC. Il est titularisé en défense centrale et son équipe l'emporte par trois buts à deux.

### Espanyol de Barcelone
Le 8 juillet 2022, Vinícius Souza est prêté pour une saison à l'Espanyol de Barcelone.
Le 24 mai 2023, Vinícius Souza inscrit son premier but pour l'Espanyol, lors d'un match de championnat face à l'Atlético Madrid. Il entre en jeu et les deux équipes se séparent sur un match nul (3-3 score final).

## Vie privée
il est actuellement en couple avec la chanteuse Anitta (chanteuse).

## Biographie
Il est actuellement en couple avec la chanteuse anitta